# سیارک ۲۰۲۳

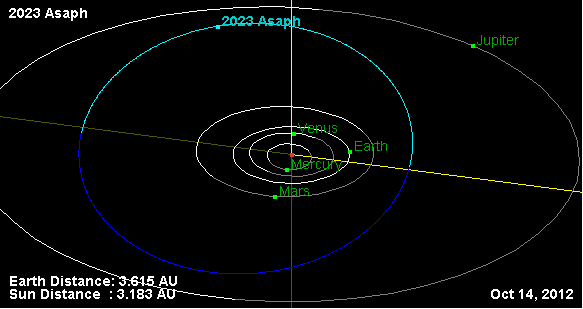
نمایی از محل قرارگیری سیارک ۲۰۲۳ در مدار – ۲۰۱۲

سیارک ۲۰۲۳ (به انگلیسی: 2023 Asaph، نامگذاری:1952SA) دو هزار و بیست و سومین سیارک کشف شده‌است که در ۱۶ سپتامبر ۱۹۵۲ کشف شد.
قدر مطلق سیارک برابر ۱۱٫۶۰ است.